# Campo de internamiento de Beaune-la-Rolande
El campo de internamiento de Beaune-la-Rolande fue un centro de detención y tránsito gestionado por autoridades francesas y alemanas en la Francia ocupada durante la Segunda Guerra Mundial. Inicialmente construido en 1939 para alojar prisioneros de guerra alemanes, más adelante fue utilizado para encarcelar a soldados franceses capturados y, desde 1941, a judíos extranjeros que vivían en la zona de París. En mayo de 1942, con la toma de control directa por parte de los alemanes, comenzaron las deportaciones masivas hacia campos de exterminio, especialmente Auschwitz. Entre las víctimas hubo más de 1500 niños detenidos durante la Redada del Velódromo de Invierno, quienes fueron enviados a Beaune-la-Rolande antes de ser deportados y asesinados.
En septiembre de 1942, el control del campo pasó nuevamente a manos francesas, y fue utilizado principalmente para encarcelar a presos políticos, en su mayoría comunistas, hasta su cierre en agosto de 1943. Junto con los campos de Drancy y Pithiviers, Beaune-la-Rolande fue uno de los tres centros de internamiento más importantes de la región de París. Cerca de 6.800 judíos fueron detenidos allí; la mayoría terminaron deportados a Auschwitz, donde fueron asesinados. Entre los prisioneros más reconocidos se encuentran René Blum y Adélaïde Hautval. En la actualidad, el lugar se ha transformado en un espacio de memoria y estudio sobre la implicación de Francia en el Holocausto.

## Historia

### Establecimiento como campo de prisioneros de guerra (1939-1941)
Situado en el departamento de Loiret, a unos 89 km al sur de París, el campo de Beaune-la-Rolande fue construido en 1939 con el propósito de alojar a prisioneros de guerra alemanes capturados por las tropas francesas. Sin embargo, tras la derrota de Francia en junio de 1940, la Wehrmacht tomó el control del lugar y lo destinó a la detención de soldados franceses capturados, quienes eran retenidos allí temporalmente antes de ser enviados a campos en Alemania. Junto con el campo cercano de Pithiviers, pasó a formar parte del Frontstalag 152, un sistema de internamiento creado el 20 de julio de 1940.
Durante el verano, las inspecciones revelaron un hacinamiento extremo, con hasta 14.000 prisioneros alojados únicamente en Beaune-la-Rolande. Las condiciones eran extremadamente duras: escaseaban los alimentos, hubo brotes de disentería y una alta tasa de mortalidad, especialmente entre los prisioneros coloniales originarios del norte de África.Informes de la Cruz Roja Francesa detallaron el deterioro del estado de salud de los internos, una higiene deficiente y raciones alimenticias prácticamente insalubres. Aunque las autoridades alemanas intentaron reducir el hacinamiento trasladando a algunos prisioneros a otros campos, la situación siguió siendo crítica hasta que el Frontstalag 152 fue disuelto en marzo de 1941 como parte de una reorganización de la política alemana sobre prisioneros de guerra.

### Conversión a campo de internamiento judío (1941-1942)
Después de que el régimen de Vichy aprobara leyes antijudías en octubre de 1940, el campo de Beaune-la-Rolande fue transformado en un centro de internamiento para judíos nacidos en el extranjero que residían en la zona ocupada por los alemanes. Aunque estaba gestionado por la prefectura de Loiret, funcionaba bajo la supervisión directa de las autoridades alemanas.Fue clasificado como un campo de "primera categoría", lo que indicaba que la mayoría de los detenidos eran internados por solicitud directa de las fuerzas de ocupación alemanas, y no por órdenes de la policía francesa.
Los primeros internos, en su mayoría judíos de origen polaco, fueron trasladados al campo el 14 de mayo de 1941 tras la llamada Redada del billete verde.Para octubre de ese mismo año, el campo albergaba una población diversa compuesta por 1341 polacos, 73 checos, 26 austriacos, además de dos lituanos, un portugués, un habitante de Sarre, un húngaro y 107 judíos franceses.Los detenidos vivían en 19 barracones de madera, rodeados por cercas de alambre de púas y vigilados por gendarmes franceses, personal de aduanas y otros auxiliares.

Los prisioneros de Beaune-la-Rolande eran obligados a realizar trabajos forzados tanto dentro del campo como en granjas y zonas industriales cercanas.Su proximidad a Pithiviers, a solo 18 kilómetros de distancia, consolidó el papel de ambos como los principales campos de internamiento de judíos en la zona norte de la Francia ocupada.Hacia finales de 1941, el personal de seguridad del campo estaba compuesto por más de 170 personas armadas con rifles y pistolas.Los intentos de fuga eran habituales: entre julio y agosto de 1941, unos 313 prisioneros —de un total aproximado de 2.000— lograron huir durante sus asignaciones laborales fuera del recinto.Algunos gendarmes franceses colaboraron encubiertamente con la resistencia, ayudando a prisioneros a escapar, aprovechando que muchos de ellos trabajaban fuera del campo.Solo en la última semana de julio, 85 detenidos lograron escapar, lo que generó acusaciones alemanas de negligencia contra la gendarmería francesa.

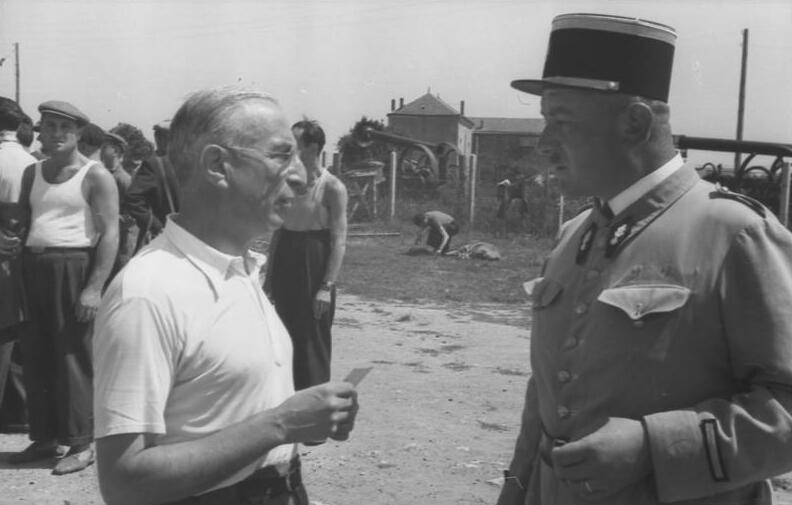
Un prisionero conversando con un gendarme francés.
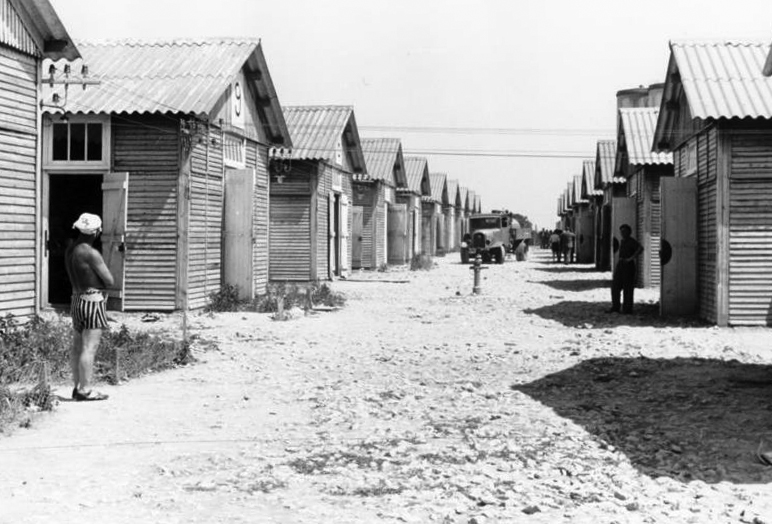
Calle principal del campo con barracones y prisioneros.
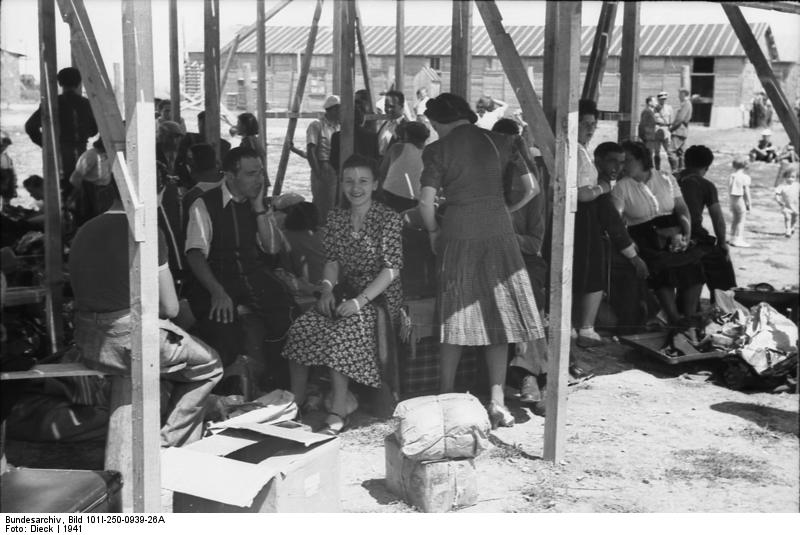
Prisioneros con sus pertenencias bajo techo en Beaune-la-Rolande.

### Toma de posesión y deportaciones alemanas (1942)
En mayo de 1942, las autoridades alemanas, bajo instrucciones de Theodor Dannecker, tomaron el mando directo del campo de Beaune-la-Rolande. A partir de ese momento, se prohibió que los prisioneros salieran del recinto para realizar trabajos externos.Fue tras esta intervención que, durante el verano del mismo año, se iniciaron las deportaciones desde el campo hacia los centros de exterminio.

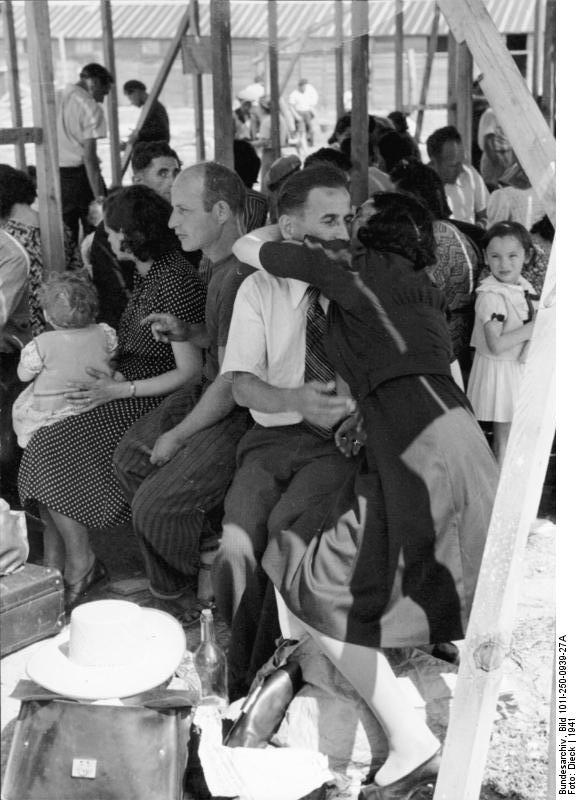
Detenidos judíos en Beaune-la-Rolande.

El 28 de junio de 1942 partió el convoy número 5, transportando a 1.038 personas: 1.004 hombres y 34 mujeres.La mayoría eran judíos extranjeros residentes en París, detenidos durante las redadas de mayo y agosto de 1941.De los 965 deportados cuya nacionalidad fue registrada, 752 eran polacos, 53 franceses, 41 checos, 12 rumanos, 10 austriacos, seis rusos, tres alemanes, dos holandeses, dos belgas, diez sin nacionalidad y 73 sin datos precisos.El tren salió de Beaune-la-Rolande a las 5:20 de la mañana, hizo una parada corta en Pithiviers y siguió rumbo a Auschwitz, donde la mayoría de los deportados fueron asesinados poco después de llegar.
Después de la Redada del Velódromo de Invierno en julio de 1942, entre los días 19 y 22 del mismo mes, las familias arrestadas en ese operativo fueron llevadas a los campos de internamiento del Loiret, entre ellos el de Beaune-la-Rolande.No se había previsto ninguna preparación para su llegada, y para finales de julio el número de personas internadas en Beaune-la-Rolande ascendía a 3.090, incluyendo 1.380 menores de edad.Las condiciones del campo se agravaron rápidamente debido al hacinamiento, la escasez de alimentos y las deficiencias sanitarias, lo que provocó brotes de enfermedades como el sarampión y la difteria, cobrando la vida de varios niños.El 31 de julio de 1942, los adultos y los niños mayores de trece años fueron enviados a Auschwitz, donde la mayoría fueron asesinados; los menores fueron separados por la fuerza de sus padres antes de la deportación.
El convoy número 15 salió el 5 de agosto de 1942 con un total de 1.013 personas deportadas: 588 mujeres y 425 hombres.Más de la mitad de las mujeres tenían entre 34 y 50 años, mientras que muchos de los hombres estaban en el rango de 39 a 49 años. También se incluían 176 adolescentes y jóvenes de entre 13 y 21 años, así como 93 muchachos de entre 13 y 19 años; algunas de las chicas fueron enviadas junto a sus propios hijos.Según los registros, entre los deportados había 672 personas de nacionalidad polaca, 86 rusas, 16 alemanas, cinco francesas, dos checas, dos turcas, dos rumanas, un austriaco y 108 cuyo país de origen no se pudo determinar.La mayoría fue asesinada poco tiempo después de llegar al campo de exterminio de Auschwitz.
Para el 8 de agosto de 1942, cerca de 1.500 niños seguían recluidos en Beaune-la-Rolande,bajo el cuidado de un reducido grupo de trabajadores sociales y médicos prisioneros, mientras se esperaba una orden definitiva desde Berlín.La mayoría de estos menores tenía menos de doce años y vivía en condiciones de hacinamiento extremo y creciente desesperación.Entre el 19 y el 25 de agosto, los niños fueron trasladados en tres convoyes al campo de Drancy, desde donde fueron deportados a Auschwitz. Allí, fueron asesinados al llegar.

### Cierre (1942-1943)
En septiembre de 1942, las autoridades francesas retomaron la administración del campo de Beaune-la-Rolande. A partir de entonces, el lugar fue utilizado principalmente como centro de reclusión para presos políticos no judíos, en su mayoría comunistas. Aunque ya no se realizaban deportaciones masivas de judíos, el campo siguió cumpliendo un papel secundario en la logística del sistema de internamiento.
A comienzos de 1943, Beaune-la-Rolande funcionó como centro auxiliar para aliviar la sobrepoblación del campo de Drancy, actuando como punto de detención temporal para personas en espera de ser deportadas. Los movimientos de prisioneros entre ambos campos ocurrieron de manera esporádica. El 19 de junio de 1943, se trasladaron 102 detenidos desde Beaune-la-Rolande nuevamente a Drancy para preparar su deportación.
Durante el verano de 1943 se decidió clausurar el campo de Beaune-la-Rolande. En cumplimiento de las directrices de Heinrich Himmler para centralizar las actividades de internamiento, Alois Brunner, oficial de las SS y responsable del campo de Drancy, dirigió el proceso de cierre.El campo fue oficialmente cerrado el 4 de agosto de 1943, y los prisioneros que aún permanecían allí fueron trasladados a Drancy o puestos bajo custodia de las autoridades francesas.

## Memoria y Conmemoración

### Detenidos notables

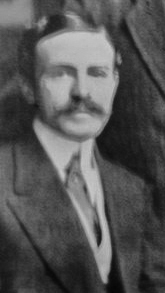
René Blum, asesinado en Auschwitz en 1942.

Diversas personas destacadas, como artistas, intelectuales y figuras culturales, estuvieron detenidas en Beaune-la-Rolande antes de ser deportadas o liberadas.
- René Blum, productor teatral judío francés y fundador del Ballet de la Ópera de Montecarlo. Fue deportado y posteriormente asesinado en Auschwitz.[22]
- Ralph Erwin, compositor austriaco, conocido por la canción Ich küsse Ihre Hand, Madame (Te beso la mano, señora). Murió en prisión en Beaune-la-Rolande.[23]
- Zber, pintor judío polaco que creó obras de arte durante su internamiento. Posteriormente fue deportado a Auschwitz y asesinado.[24]
- Denise Kandel, niña nacida en Francia que sobrevivió a la Redada del Velódromo de Hiv, y que más tarde fue una eminente socióloga en los Estados Unidos.[12]
- Adélaïde Hautval, médica y psiquiatra francesa, posteriormente reconocida como una de las Justas de las Naciones. Brindó atención médica clandestina durante su encarcelamiento en Ravensbrück y Auschwitz tras su deportación.[25]

### Memoriales
En 1965 se colocó una estela conmemorativa en el lugar donde estuvo situado el campo de Beaune-la-Rolande. Más tarde, el 14 de mayo de 1989, se inauguró un monumento mayor, hecho de mármol negro y adornado con una estrella de David dorada. Este monumento lleva inscritos los nombres de las personas deportadas desde ese campo.

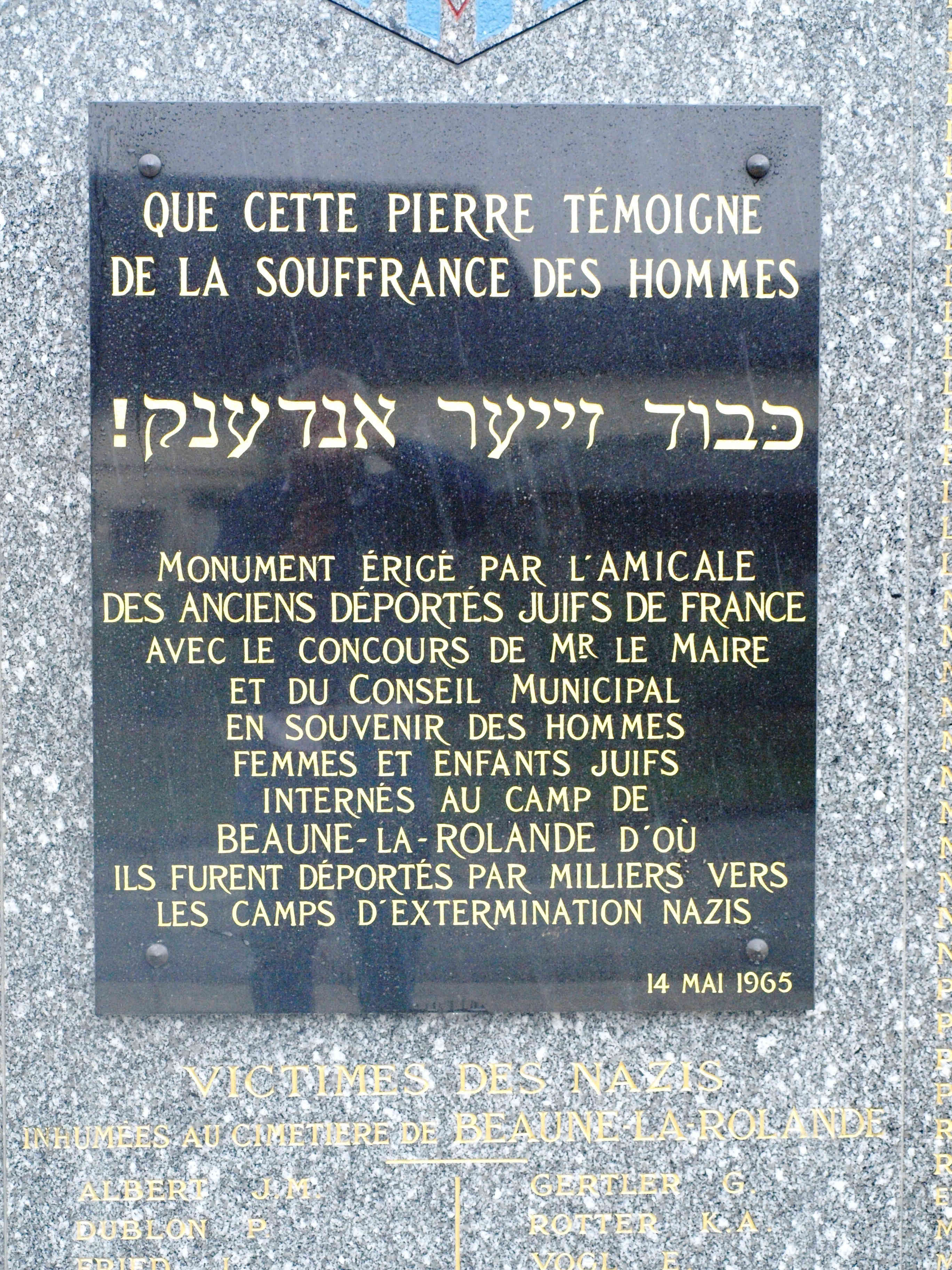
Estela conmemorativa (1965)

La estela original de 1965 tiene una inscripción en dos idiomas:
Que cette pierre témoigne de la souffrance des hommes

May this stone bear witness to the suffering of men

### Representación en los medios y la literatura
Beaune-la-Rolande ha aparecido en diversas obras literarias, películas y documentales que abordan el Holocausto en Francia:

### Legado histórico
El campo de internamiento de Beaune-la-Rolande se ha convertido en un símbolo de la colaboración francesa durante el Holocausto. Historiadores como Denis Peschanski, Renée Poznanski y Annette Wieviorka han resaltado la importancia del campo dentro del sistema de internamiento y deportación que funcionó en la Francia ocupada por los nazis. La deportación masiva y el asesinato de más de 1500 niños tras la Redada del Velódromo de Viena es uno de los episodios mejor documentados que evidencia la complicidad francesa. Actualmente, Beaune-la-Rolande es parte de exposiciones en museos y proyectos conmemorativos que registran la historia del Holocausto en Francia.